# Elisabeth Dane
Elisabeth Dane (* 9. Januar 1903 in Mayen; † 13. März 1984 in Gauting) war eine deutsche Biochemikerin.
Dane war die Tochter eines Gymnasiallehrers. Sie studierte nach dem Abitur 1923 am Luisengymnasium in München Chemie in Freiburg, München und Berlin, wo sie 1929 promovierte (wobei Heinrich Wieland ihr Doktorvater war). In ihrer Dissertation untersuchte sie die Alkaloide des Indianertabaks (Lobelia inflata). Anschließend ging sie nach München, wo sie eine enge Mitarbeiterin und Assistentin des Biochemikers und Nobelpreisträgers des Jahres 1928 Heinrich Wieland war. Dort arbeitete sie zunächst über die Struktur von Steroiden und der Aufklärung von deren komplexen Ringsystemen. 1934 habilitierte sie sich in München, wurde Privatdozentin, forschte und lehrte über Vitamine und Hormone und übernahm 1939 das chemische Praktikum. 1942 wurde sie außerplanmäßige Professorin und Konservatorin. Sie war nicht Mitglied der NSDAP. Wieland war für seine Opposition gegenüber dem NS-Regime bekannt, konnte aber für seine als kriegswichtig eingestuften Arbeiten zu Nebensterinen der Hefe Unterstützung für seine Institutsarbeit sichern. Nach Kriegsende 1945 war sie maßgeblich am Wiederaufbau des Chemischen Instituts der Universität München beteiligt. 1947 lehnte sie einen Ruf an die Universität Rostock ab. 1968 ging sie in den Ruhestand.
Sie war wesentlich an den Untersuchungsreihen über Gallensäuren durch Wieland und seine Mitarbeiter in den 1930er Jahren beteiligt. Die Gallensäuren hatten ein ähnliches Kohlenstoffgerüst wie Steroide, was Wieland mit Dane 1932 bewies. Diese Ähnlichkeit mit Steroiden machte sie damals für Wieland wissenschaftlich besonders interessant. Beide formulierten die Struktur des Cholesterols 1932 unabhängig und zur gleichen Zeit wie Otto Rosenheim und Harold King. Dabei stützten sie sich auf die Röntgenstrukturanalyse des verwandten Ergosterol durch John Desmond Bernal. Sie befasste sich auch erfolgreich mit der Synthese von Steroiden mit Hilfe der Diels-Alder-Reaktion. Nach dem Krieg befasste sie sich mit Peptid-Synthese. Dane-Verbindungen (im Englischen: Dane compounds) sind nach ihr benannt. Von ihr stammt ein Lehrbuch Kleines chemisches Praktikum, das 2004 in 10. Auflage erschien.
1938 erhielt sie den Carl-Duisberg-Gedächtnispreis für Arbeiten zu weiblichen Sexualorganen mit Josef Schmitt.
Eine Straße in München (Trudering-Riem) ist nach ihr benannt.
Sie heiratete nie.

## Schriften
- Fortschritte der Physiologischen Chemie seit 1929, I. Naturstoffe. Gallensäuren und Sterine, Angewandte Chemie, Band 47, 1934, S. 351–356
- mit Franz Wille und Hartmut Laatsch: Kleines chemisches Praktikum, Wiley-VCH, 10. Auflage 2004